# Branai Castriota

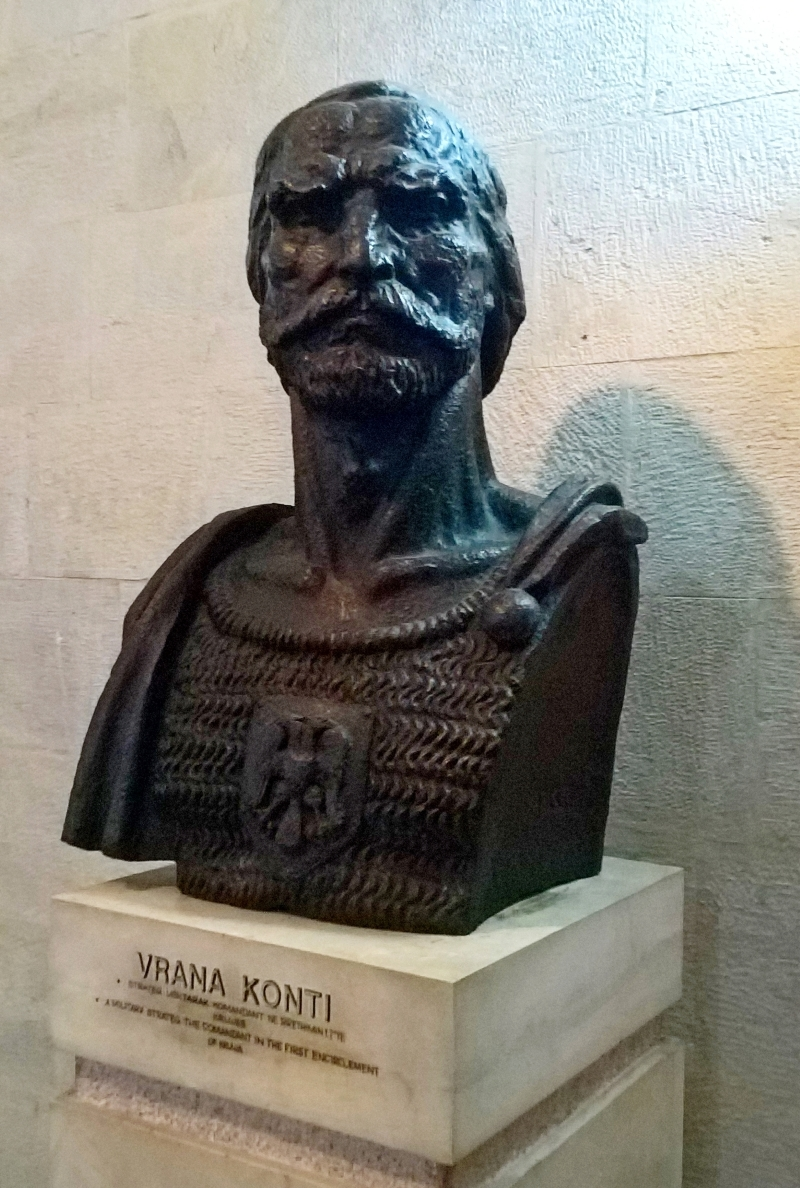
Vrana Konti

Die Branai Castriota oder Granai Castriota (albanisch Wranan Kastrioti), stammen von Branai oder Brana (italienisch Bernardo; † 1505), dem Sohn von Vrana Konti, ab. Die teilweise Namensgleichheit mit der Familie Kastrioti (ital. Castriota) hat die Historiker oft in die Irre geführt; in Wirklichkeit ist eine Verwandtschaft zwischen den beiden Familien nie erwähnt worden. In jedem Fall ist es offensichtlich, dass die Branai Castriota bewusst oder unbewusst auf das Missverständnis in einem sozialen Umfeld anspielten, in dem die Antike und der Ruhm der Abstammung für die soziale Bestätigung einer Familie sehr wichtig waren; sie wurden als Nachkommen oder Verwandte eines angesehenen Helden (Georg Kastrioti, bekannt als Skanderbeg) akzeptiert, der im kollektiven Gedächtnis zu Unrecht als Herrscher angesehen wurde, und stiegen so mehr als eine Sprosse auf der sozialen Leiter.
Die Söhne von Vrana Konti, Branai, Giovanni und Stanisha, kamen 1468 mit Andronika, der Witwe von Skanderbeg, nach Italien.

## Orte und Bauwerke

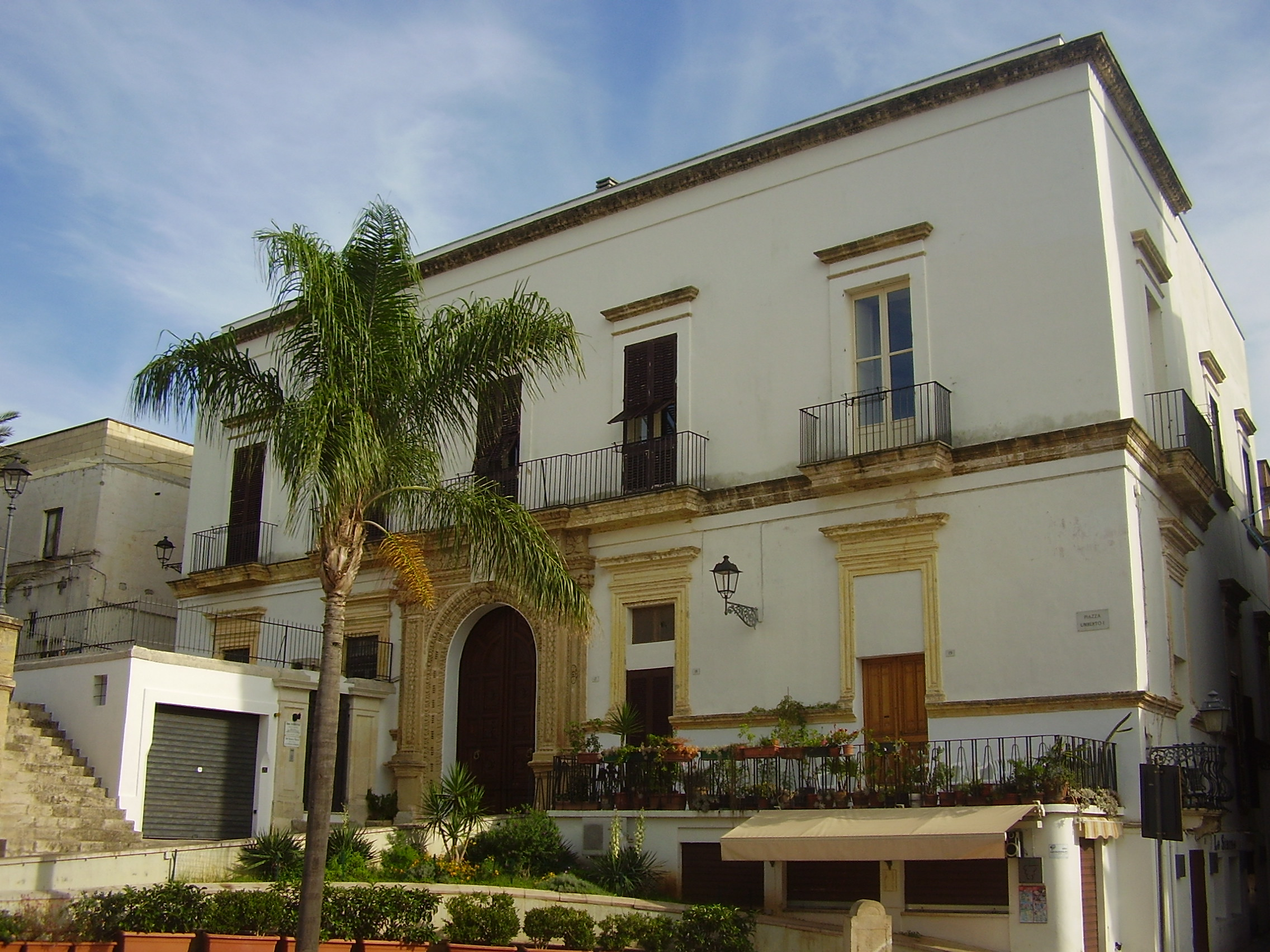
Palazzo Branai (Granai) Castriota in Parabita

- Der Palazzo Marchesale oder Palazzo Castriota Branai (Granai Castriota) in Melpignano, Provinz Lecce
- Das Schloss der Anjou in Parabita in der Provinz Lecce; unter der Familie Branai (Granai) Castriota, Feudalherren von 1535 bis 1678, wurde die Festung nach den militärischen Kriterien der Zeit renoviert und modernisiert.
- Der Palazzo d’Alfonso oder Palazzo (Branai) Castriota in Parabita wurde von Alfonso Branai (Granai) Castriota, Marquis von Atripalda, erbaut und seinem Neffen Pirro, dem leiblichen Sohn seines Bruders Giovanni, als Mitgift vermacht.

## Familienverhältnisse
1. Vrana Konti[4] ⚭ ?

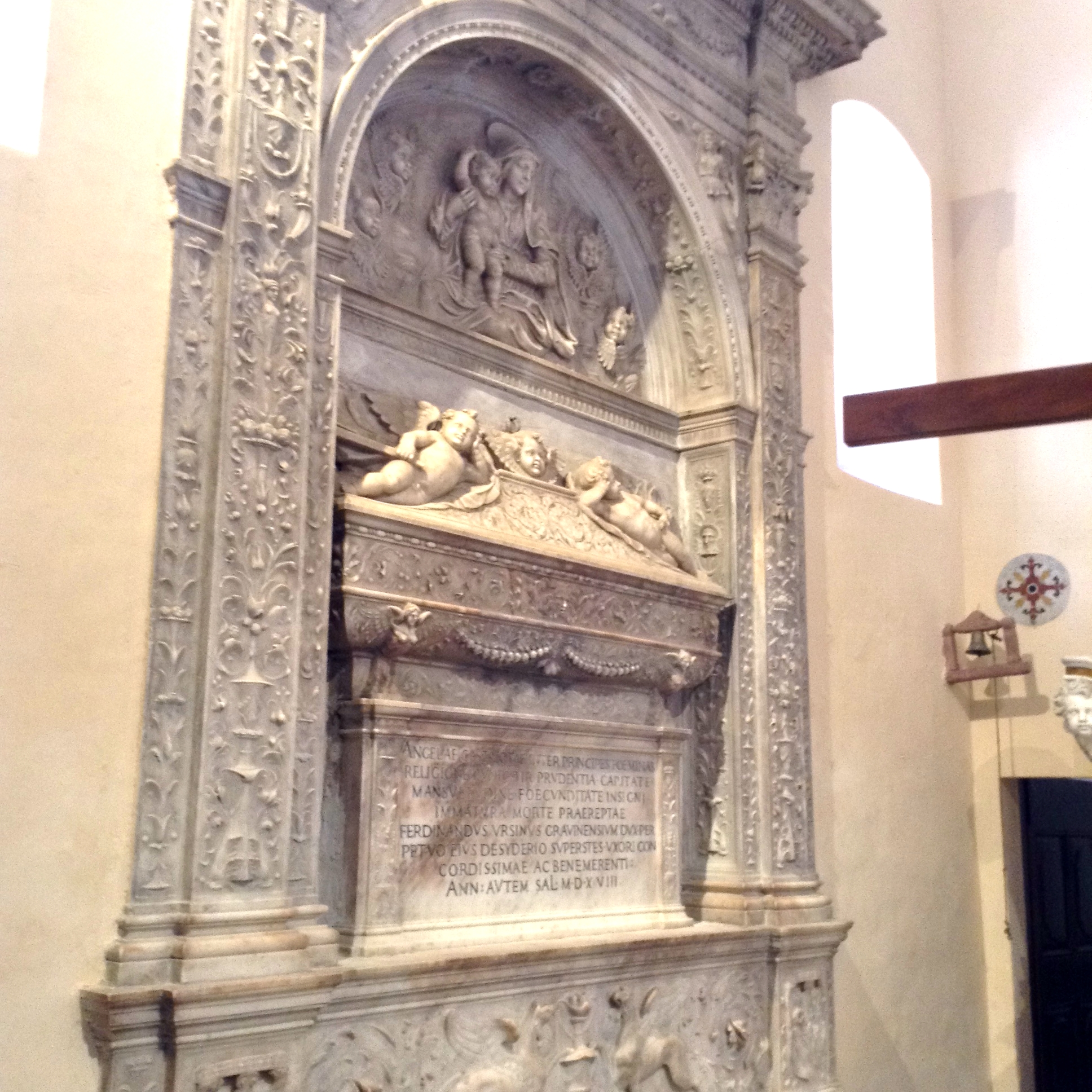
Mausoleum von Angela Branai (Granai) Castriota in der Chiesa Santa Sofia in Gravina in Puglia

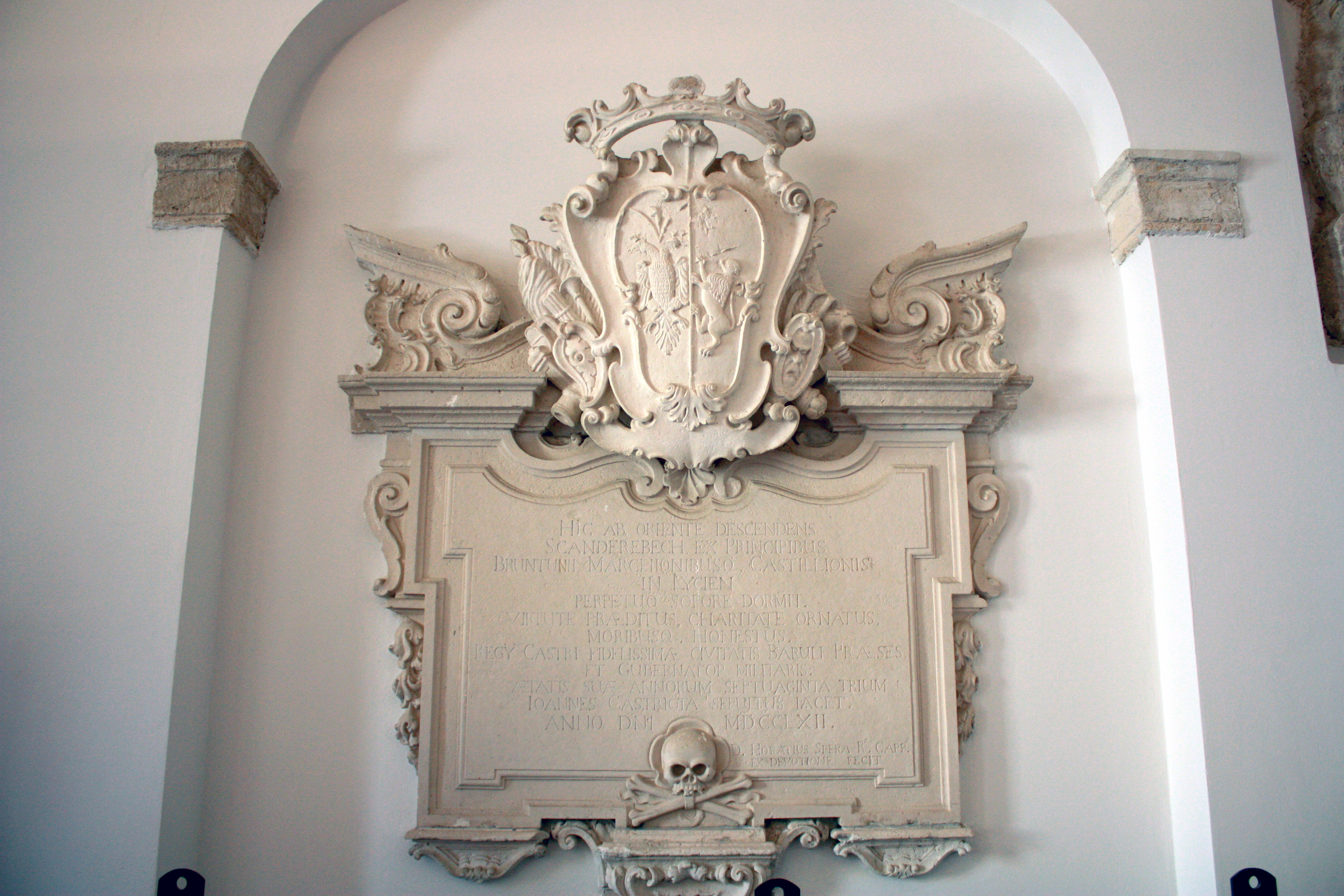
Grabstein von Giovanni Branai (Granai) Castriota (* 1689), Kastellan von Barletta

  1. Branai oder Brana (italienisiert Bernardo), ab 4. Februar 1497 1. Graf von Copertino und Galatone[5],  ab 4. April 1505 1. Herzog von Ferrandina[5][Anm. 2] ⚭ Maria Zardari (italienisiert Sagdara; Cousine von Skanderbegs Mutter[4]), Tochter von Paul Zardari und Theodora Muzaka[6]
    1. Giovanni († 2. August 1514 Mesagne), ab August 1508 2. Graf von Copertino und Galatone[Anm. 3] mit Urkunde des Königs von Neapel aus dem Jahr 1494; seit 1505 2. Herzog von Ferrandina[4] ⚭ 1. Giovanna Gaetani dell’Aquila d’Aragona († nach 1541), Tochter von Onorato, 1. Herzog von Traetta und von Lucrezia d’Aragona[7] ⚭ N.N.[8]
      1. Maria[9] († 1560), seit 1516 Gräfin von Copertino und Herzogin von Ferrandina, verkauft 1559 das Lehnsgut von Atripalda ⚭ Antonio Branai Castriota, ihr Cousin, Sohn von Alfonso[10][7]
      2. Angela († 1518) ⚭ Don Ferdinando Orsini († 6. Dezember 1549), 5. Herzog von Gravina in Puglia[7][11]
      3. Pirro[8] (* 1498 in Galatone, natürlicher Sohn), 1. Baron von Parabita, Tricase, Sopersano, Bosco, Belvedere, Giurdignano und Torricella, ab 25. Februar 1533 Gouverneur von Terra di Bari und Terra d’Otranto[5] und ab 1535 Baron von Parabita[12], wanderte 1530 mit den Kreuzrittern nach Malta aus ⚭ Lucia de Bruti, Tochter von Barnaba und Giovanna Capellichio[8]
        1. Giovanni Fabio († 21. April 1561), 2. Baron von Parabita, Tricase, Sopersano, Bosco, Belvedere, Giurdignano und Torricella[8][7] ⚭ Alfonsa Branai Castriota, seine Cousine, Tochter von Costantino und Helena Cuzkeri (siehe weiter unten)[8]
          1. Camilla ⚭ Giovanni Annibale Kastrioti, natürlicher Sohn von Ferdinando und N.N.[8]
          2. Giorgio († 22. August 1642; Sohn von Eleonora Macedonio) ⚭ Claudia Capece Piscicelli[7]
            1. Carlo (* 1586, † 16. August 1657) ⚭ Anna Maria Carafa (* 20. Februar 1628), Tochter von Antonio und Beatrice Pignatelli[7]
              1. Francesco (* 29. September 1648, † 3. August 1706) ⚭ Anna Maria Maremonti, Tochter von Antonio und Laura (Branai (Granai) Castriota)
                1. Giovanni (* 1689, † 1762 in Lecce; beerdigt in der Ex-Kapelle im Schloss von Barletta), 1750–1762 Kastellan von Barletta[7][13][14][Anm. 4]

        2. Alfonso[8][7]
        3. Gaspare (Mönch)[8][7]
        4. Vittoria[7]
        5. Livia[7]
        6. Ippolita[7]
        7. Antonia[7]

    2. Alfonso[4] († 1544), königlicher Berater des Königs von Neapel[15], Kapitän eines Kontingents von Stratioten,[16] ab 23. September 1512 Graf von Atripalda, ab 1513 1. Marchese von Atripalda[17] und Gouverneur der Provinzen Terra di Bari[18] und Terra d’Otranto[10] ⚭ 1518 Camilla Gonzaga, venezianische Patrizierin, Tochter von Gianfrancesco, Herr von Sabbioneta, venezianische Patrizier und Antonia del Balzo der Herzöge von Andria[7]
      1. Antonio († 1549, ermordet nach einem Fest in Venedig), 3. Herzog von Ferrandina, 3. Graf von Copertino und 1544 Marchese von Atripalda  (durch Heirat erhaltene Titel)[10] ⚭ Maria Castriota, seine Cousine, Tochter von Giovanni (siehe oben)[10]
      2. Giovanni († vor 1544) ⚭ Giovanna Branai Castriota, seine Cousine, Tochter von Ferdinando (siehe weiter unten)[7]
      3. Isabella ⚭ Francesco Acquaviva d’Aragona, 3° Herzog von Nardò, Sohn von Giambernardino und Gaetani dell’Acquila d’Aragona[7]
      4. Camilla ⚭ 1557 Ferdinando Caracciolo, 4. Herzog von Martina Franca, Marchese von Castellaneta,[19] Sohn von Petraccone und Beatrice Manriquez[20]
      5. Isabella († vor 1563) ⚭  Francesco Acquaviva d’Aragona († 1559)[21]
      6. Costantino (natürlicher Sohn mit Giulia de Gaeta; * 1516 in Neapel, † nach 1574),[4] Ritter des Johanniterordens (1561),[22] drei uneheliche Kinder mit Helena Cuzkeri, Tochter von Raimondo e Agnese[23]
        1. Alfonsa (* vor 1561)[8]
        2. Giovanna (* vor 1561)[8]
        3. Isabella (* vor 1561)[8]

    3. Ferdinando[9] (Ferrante; † 24. Februar 1525 in der Schlacht bei Pavia), Marchese von Città Sant’Angelo und Graf von Spoltore ⚭ Camilla di Capua, Tochter von Giulio Cesare, 3. Graf von Palena und von Ippolita di Gennaro, der Herren von Nicotera[7]
      1. Giovanna ⚭ 1. Giovanni (Sohn von Alfonso), 2. Alfonso Carafa, Sohn von Ferdinando II. und Anna Clarice Carafa, Tochter von Antonio und Ippolita Gonzaga[24]
      2. Ippolita († im Kloster della Sapienza als „suor Elena“) ⚭ Clemente de Lannoy, Sohn von Charles und Françoise de Montbel[7]

    4. Isabella († 1545 im Schloss von Mignano) ⚭ 1518 Guido Fieramosca  (* 1479, † 28. September 1531), 2. Graf von Mignano Monte Lungo.[25]
      1. Maria (* 15. Oktober 1510, † vor 1566)[26][25]

    5. Giovanna († nach 1518)[7]
    6. Camilla  (23.600 Dukaten Mitgift) ⚭ 1557 Ferdinando Giambattista Caracciolo (* Buccino 1530 † 13. April 1583), 4. Herzog von Martina, 4. Graf von Buccino, 4. Marchese von Castellaneta[27]

  2. Giovanni († 1480 im Otranto-Feldzug)[28]
  3. Stanisha ⚭ Despina, Tochter von Moisé von Dibra und Zanfina Muzaka, Tochter von Gjin II. Muzaka e Chiranna (Enkelin (oder Nichte) von Matarango von Gora)[28][29]
    1. Andronica ⚭? Corte (aus Pavia)[29]
      1. Maria ⚭ Carlo Minutolo[29]
        1. Tomaso[29]